# Tabanera de Valdavia
Tabanera de Valdavia è un comune spagnolo di 50 abitanti situato nella comunità autonoma di Castiglia e León.